# معاملة المثليين في غوام
تطورت حقوق المثليين والمثليات ومزدوجي التوجه الجنسي والمتحولين جنسياً (اختصاراً: LGBT) في الإقليم غير المدمج للولايات المتحدة غوام بدرجة كبيرة في السنوات الأخيرة. تم إلغاء تجريم النشاط الجنسي المثلي منذ عام 1978 وتم السماح بزواج المثليين منذ عام 2015. ويمتلك الإقليم الأمريكي حماية من التمييز في التوظيف على أساس التوجه الجنسي والهوية الجندرية. وبالإضافة إلى ذلك، ينص القانون الاتحادي على تغطية جرائم الكراهية منذ عام 2009. كما أن تغيير الجنس على شهادة الميلاد قانوني أيضا في غوام بعد إجراء جراحة إعادة تحديد الجنس.

## تاريخ
تقبل شعب شامورو تقليديًا المثلية الجنسية والمتحولين جنسياً. كان مجتمع شامورو مجتمعًا متسامحًا جدًا، حيث لم يُنظر إلى المثلية الجنسية على أنها من المحرمات. وقد وصف بأنه مجتمع مزدوج التوجه الجنسي علنا، على الرغم من أن هذا أمر يختلف عليه بين المؤرخين. وتعني كلمة "mamflorita" باللغة التشاموروية الرجل مثلي الجنس هو (حرفيا الزهرة الصغيرة)، في حين تعني كلمة "malalahi" المرأة مثلية الجنس (حرفيا النساء التي تتصرف مثل الرجال).
وبعد الاستعمار الاسباني في القرن ال17، التغريب والأمركة اللاحق لغوام في القرن العشرين، ودمج المفاهيم الغربية للحياة الجنسية والجنس، والتي حتى وقت قريب وصمت وأعطت نظرة سلبية تجاه المثليين والمثليات.

## قانونية النشاط الجنسي المثلي
أصبح النشاط الجنسي المثلي الخاص غير التجاري بين البالغين المتراضين قانونيا في غوام منذ إصلاح القانون الجنائي في عام 1978.

## الاعتراف القانوني بالعلاقات المثلية
أصبحت غوام أول إقليم من أقاليم ما وراء البحار الأمريكية يعترف بزواج المثليين وتعقده في حزيران/يونيو 2015. وفي 5 حزيران/ يونيو 2015، حكم قاضي المحكمة فرانسيس تايدينكو-غيتوود، من محكمة مقاطعة الولايات المتحدة في مقاطعة غوام، بأن حظر غوام على زواج المثليين غير دستوري. واستشهدت بحكم
محكمة الدائؤة التاسعة للاستئناف في قضية لاتا ضد أوتر بإسقاط حظر مطابق في أيداهو ونيفادا.
بدأ الإقليم بإصدار تراخيص الزواج للأزواج المثليين بعد أربعة أيام. أقرت الهيئة التشريعية «قانون المساواة في الزواج بغوام 2015» في 11 أغسطس 2015، مما يجعل قوانين الزواج في غوام محايدة جنسيا.
وفي عام 2009، تم إدخال إجراء في الهيئة التشريعية في غوام كان من شأنه أن يمنح الشركاء المثليين بعض الحقوق والمسؤوليات القانونية نفسها التي يعامل بها المتزوجين المغايرون. لكنه لم يتم التصويت عليه.

## التبني وتنظيم الأسرة
بعد تشى يع غوام لزواج المثليين، أصبحت حقوق التبني للأزواج المثليين قانونية أيضاً. بالإضافة إلى ذلك، لدى الزوجات والشريكات المثليات الحق في الوصول إلى التلقيح الاصطناعي.

### شهادات الميلاد
وفي أيار / مايو 2017، أعلنت إدارة غوام للصحة العامة والخدمات الاجتماعية أنها ستدرج كلا الأبوين المثليين أو الأمهات امثليات في شهادات الميلاد. جاء ذلك بعد حرمان الأزواج المثليين من الحق في إدراج اسمائهم في شهادة ميلاد أطفالهم.

## الحماية من التمييز وقانون جرائم الكراهية
في أغسطس/آب 2015، أقرت الهيئة التشريعية بالإجماع «مشروع القانون 102-33»، الذي يحظر التمييز على أساس التوجه الجنسي والهوية الجندرية أو التعبير عنها في التوظيف. يشمل القانون الفيدرالي جرائم الكراهية على أساس التوجه الجنسي والهوية الجندرية منذ عام 2009، بموجب قانون ماثيو شيبرد وجيمس بيرد جونيور لمكافحة جرائم الكراهية.

## الهوية الجندرية والتعبير عنها
تغيير الجنس قانونية في غوام. لكي يغير الأشخاص المتحولين جنسياً جنسهم القانوني في غوام، يجب عليهم تزويد مكتب الإحصائيات الحيوية ببيان محلف من طبيب أنه خضع لجراحة إعادة تحديد الجنس، سيقوم المكتب فيما بعد بتعديل شهادة ميلاد الشخص.
في مايو 2018، قدم السناتور فرناندو استيفيز مشروع قانون لتسهيل تغيير الأفراد المتحولين جنسياً جنسهم القانوني. وبموجب مشروع القانون المقترح، يجب على الأشخاص المتحولين جنسياً الذين يسعون إلى تغيير نوع الجنس القانوني الحصول على إذن قضائي وإرسال رسالة من مكتب الإحصاءات الحيوية تؤكد هويتهم الجندرية. يجب أن تتضمن الرسالة أيضًا وثائق من طبيب نفساني أو أخصائي اجتماعي أو معالج نفسي أو أي محترف مرخص آخر يؤكد أن طلب مقدم الطلب يعكس جنسهم أو هويتهم الجندرية، وكانت ستعتبر الجراحة غير مطلوبة. في ديسمبر عام 2018، قررت الهيئة التشريعية تأجيل التصويت على مشروع القانون حتى يتم التعامل مع القضايا المتعلقة بالعمليات الطبية وإنفاذ القانون. فشل مشروع القانون في نهاية المطاف في 17 ديسمبر 2018 لأنها هزمت بتصويت 6 أصوات لصالحه مقابل 7 أصوات ضد (6-7).

## التبرع بالدم
منذ عام 2015، تم السماح للرجال المثليين ومزدوجي التوجه الجنسي في غوام بالتبرع بالدم بعد فترة تأجيل مدتها عام واحد من عدم ممارسة الجنس.

## ظروف الحياة
تعتبر غوام متسامحة وقابلة للمثليين والمثليات ومزدوجي التوجه الجنسي والمتحولين جنسيا، مع وجود تقارير قليلة جداً عن التمييز أو المضايقة المجتمعية ضدهم. وفقا لاستطلاع أبريل 2015 الذي أجراه طلاب من جامعة غوام، كان 55% من سكان غوام يؤيدون زواج المثليين، بينما عارضه 29٪ منهم، في حين لم يقرر 16% منهم.
منذ تسعينيات القرن الماضي، كان هناك مشهد اجتماعي واضح للمثليين، مع حفنة من النوادي الليلية والوظائف الاجتماعية المنظمة محليًا. تعقد مسيرة فخر غوام للمثليين سنويا منذ عام 2017، وتجتذب بضع مئات من الناس.
تعتبر غوام عضوا في رابطة السفر الدولية للمثليين والمثليات، وقد بدأت مؤخراً في تسويق نفسها كمقصد سياحي للأشخاص المثليين.

## ملخص
| قانونية النشاط الجنسي المثلي                                                             | (منذ عام 1978)                                    |
| المساواة في السن القانوني للنشاط الجنسي                                                  | (منذ عام 1978)                                    |
| قوانين مكافحة التمييز في التوظيف                                                         | (منذ عام 2015)                                    |
| قوانين مكافحة التمييز في توفير السلع والخدمات                                            | No                                                |
| قوانين مكافحة التمييز في جميع المجالات الأخرى (تتضمن التمييز غير المباشر، خطاب الكراهية) | No                                                |
| قوانين جرائم الكراهية تشمل التوجه الجنسي والهوية الجندرية                                | No                                                |
| زواج المثليين                                                                            | (منذ عام 2015)                                    |
| الاعتراف القانوني بالعلاقات المثلية                                                      | (منذ عام 2015)                                    |
| تبني أحد الشريكين للطفل البيولوجي للشريك الآخر                                           | (منذ عام 2015)                                    |
| التبني المشترك للأزواج المثليين                                                          | (منذ عام 2015)                                    |
| يسمح للمثليين والمثليات ومزدوجي التوجه الجنسي بالخدمة علناً في القوات المسلحة             | (منذ عام 2011)                                    |
| يسمح للمتحولين جنسيا بالخدمة علناً في القوات المسلحة                                      | (منذ عام 2018)                                    |
| الحق بتغيير الجنس القانوني                                                               | (منذ عام 1992، بعد إجراء جراحة إعادة تحديد الجنس) |
| علاج التحويل محظور                                                                       | No                                                |
| الحصول على أطفال أنابيب للمثليات                                                         | Yes                                               |
| الأمومة التلقائية للطفل بعد الولادة                                                      | Yes                                               |
| تأجير الأرحام التجاري للأزواج المثليين من الذكور                                         | (لا يتحدث قانون غوام عن تأجير الأرحام)            |
| السماح للرجال الذين مارسوا الجنس الشرجي بالتبرع بالدم                                    | No                                                |